# まんがNo.1
『まんがNo.1』は、株式会社日本社、株式会社まんが・ナンバーワンがかつて発行していた雑誌。赤塚不二夫責任編集。1972年に創刊、1973年に休刊した。

## 概要
1970年に森田拳次に誘われて訪米した赤塚は、『MAD』の編集部を視察し、強い刺激を受けていた。1972年に「漫画家が編集のプランを建て、漫画家がそれらに従って描く」雑誌を夢想すると、その話に『話の特集』の矢崎泰久が賛同し、矢崎の父親の会社「日本社」からの発刊が決まり、赤塚と矢崎と長谷邦夫により編集部が立ち上げられた。
まだ執筆陣も何も決まっていない段階で、ホテルニュージャパンにて24時間ぶっ通しの旗揚げ記念パーティーを行い、この際に企画を募集した（いつでも帰れるようにしておいて、帰りの通路に白い模造紙を貼り出し、そこに自分のやりたい企画を書いてもらう形を取った）。
雑誌の特徴としては、漫画よりも企画に力が入っているという本末転倒なものであり、付録にレコード（ソノシート）を付けたために第三種郵便物の認可が取れず、販路が狭まった。また、矢崎は編集にはノータッチであり、長谷主導で雑誌製作は進んだが、編集実務経験のない人物が編集をするのには無理があり、6号で休刊。矢崎の後輩本間健彦が編集に参加して『別冊まんがNo.1』として仕切り直されたものの、3号で休刊・廃刊した。長谷によると一号で250万程度の赤字だったという。赤塚によると「赤字は覚悟していたんだけれど、何よりも、全てが息切れしてしまった」。さいとうたかをがリイドコミックを立ち上げたようなやり方は僕には出来ないと語っている。
横尾忠則が描いた表紙カバーは、のちに横尾の画集「千年王国」に再録された。
付録LPに収録された、長谷の作詞で井上陽水が歌った「桜三月散歩道」はアルバム『氷の世界』にアレンジされて収録された。
付録LPの楽曲はその後、30年以上幻の作品とされていたが、2006年に『赤塚不二夫のまんがNo.1シングルズ・スペシャル・エディション』としてCD化された。
なお元々「まんが№1」は、赤塚不二夫が主宰していた、「フジオプロ」のファンクラブ会報の題名に使われていたものだった。